# 阿奇帕蒂
阿奇帕蒂（Achipatti），是印度泰米尔纳德邦Coimbatore县的一个城镇。总人口7459（2001年）。

## 人口
该地2001年总人口7459人，其中男性3770人，女性3689人；0—6岁人口726人，其中男362人，女364人；识字率74.82%，其中男性为80.85%，女性为68.66%。